# Siegfried Melzig
Siegfried Melzig (* 12. Juli 1940 in Breslau) ist ein ehemaliger deutscher Fußballtrainer und -spieler.

## Karrierestart
Seine erste Trainerstation im Profifußball war der VfL Osnabrück in der Saison 1976/77 der 2. Fußball-Bundesliga, den er bis zum April 1977 trainierte. Im Mai 1977 war der Bonner SC (auch 2. Bundesliga Nord) eine kurze Zwischenstation, bevor Melzig im August desselben Jahres den ebenfalls in der damals zweigleisigen  2. Bundesliga mitwirkenden Verein Bayer 05 Uerdingen übernahm. Dort blieb er etwas mehr als ein Jahr bis Oktober 1978.

## Kapitel Griechenland
Im Sommer 1979 trieb ihn ein Angebot in den Süden, wo er den amtierenden griechischen Pokalsieger Panionios Athen übernahm. Im Europapokal der Pokalsieger 1979/80 trainierte er sein Team zur Qualifikation gegen Twente Enschede nach einem 4:0-Heimsieg, zog aber in der 2. Runde gegen den damals starken IFK Göteborg den kürzeren. Da man auch in der lokalen Meisterschaft um den Klassenerhalt kämpfen musste und die Pokalverteidigung schon in Runde 1 scheiterte, schloss sich das Kapitel Griechenland noch vor der Winterpause ab.

## Heimkehr
Nach seiner Rückkehr übernahm er das Traineramt des FC Homburg (2. BL Süd) zur Saison 1980/81, das er vorzeitig im März 1981 verlassen musste. Ein Jahr später (März 1982) sprang er beim Freiburger FC, Teilnehmer der nun eingleisigen 2. Liga für den entlassenen Hans Linsenmaier ein. Der Saisonstart 1982/83 fand ihn weiterhin im zweitrangigen Profifußball beim MSV Duisburg; im April 1983 musste er gehen. Im Februar 1984 wurde er bis zum Saisonende vom Zweitligisten Rot-Weiss Essen an Stelle von Burkhard Schacht verpflichtet. Vom Juli 1985 bis Mitte April 1986 trainierte er den FC Grenchen.
Später trainierte er unter anderem die SpVgg Bayreuth (1989/90) und Preußen Münster (1991).

## Junge Jahre als Spieler
Als Spieler war er 1963/64 für 10 Spiele als Torwart beim SV Weisenau in der Regionalliga Südwest aktiv. Er spielte auch mehrere Jahre beim SV Meppen als Torwart.